# Ceres (Califòrnia)
Ceres és una població dels Estats Units a l'estat de Califòrnia. Segons el cens del 2007 tenia 42.245 habitants.

## Demografia
Segons el cens del 2000, Ceres tenia 34.609 habitants, 10.435 habitatges, i 8.535 famílies. La densitat de població era de 1.925,4 habitants per km².
Dels 10.435 habitatges en un 48,6% hi vivien nens de menys de 18 anys, en un 59,8% hi vivien parelles casades, en un 15,7% dones solteres, i en un 18,2% no eren unitats familiars. En el 14,1% dels habitatges hi vivien persones soles el 6% de les quals corresponia a persones de 65 anys o més que vivien soles. El nombre mitjà de persones vivint en cada habitatge era de 3,31 i el nombre mitjà de persones que vivien en cada família era de 3,62.
Per edats la població es repartia de la següent manera: un 34,4% tenia menys de 18 anys, un 10,1% entre 18 i 24, un 30% entre 25 i 44, un 17,5% de 45 a 60 i un 8,1% 65 anys o més.
L'edat mediana era de 29 anys. Per cada 100 dones de 18 o més anys hi havia 92,8 homes.
La renda mediana per habitatge era de 40.736 $ i la renda mediana per família de 43.587 $. Els homes tenien una renda mediana de 35.109 $ mentre que les dones 24.317 $. La renda per capita de la població era de 14.420 $. Entorn del 10,1% de les famílies i el 12,9% de la població estaven per davall del llindar de pobresa.

## Poblacions més properes
El següent diagrama mostra les poblacions més properes.